# Tobias Aagaard Hansen
Tobias Aagaard Hansen (født 10. marts 2002 i Odense) er en cykelrytter fra Danmark, der er på kontrakt hos ColoQuick.